# Liste des députés de Paris
 (mai 2025).
Cet article dresse la liste des députés de Paris actuellement élus.

## Dix-septième législature(de juillet 2024 à 2029)
Résultats des élections législatives de 2024 à Paris.
| Circ. | Député                 | Parti | Parti    | Autre mandat                                                                                     | Photo | Territoire                                                                                      | Suppléant(e)                                                             |
| ----- | ---------------------- | ----- | -------- | ------------------------------------------------------------------------------------------------ | ----- | ----------------------------------------------------------------------------------------------- | ------------------------------------------------------------------------ |
| 1re   | Sylvain Maillard       |       | Ensemble | Député de la circonscription depuis 2017                                                         |       | 1er, 2e et 8e arrondissements, partie sud du 9e arrondissement                                  | Martine Figuéroa                                                         |
| 2e    | Jean Laussucq          |       | Ensemble | Conseiller de Paris depuis 2020, Adjoint à la maire du 7e arrondissement                         |       | 5e arrondissement, partie nord du 6e arrondissement, partie nord du 7e arrondissement           | Antoine Lesieur                                                          |
| 3e    | Léa Balage El Mariky   |       | LÉ       | Adjointe au maire du 18e arrondissement                                                          |       | partie est du 17e arrondissement, partie ouest du 18e arrondissement                            | Pierre-Yvain Arnaud                                                      |
| 4e    | Astrid Panosyan-Bouvet |       | Ensemble | Députée de la circonscription depuis 2022                                                        |       | partie ouest du 17e arrondissement, partie nord du 16e arrondissement                           | Emmanuelle Hoffman, remplace Astrid Panosyan-Bouvet depuis le 22/10/2024 |
| 5e    | Pouria Amirshahi       |       | LÉ       | Député de la 9e circonscription des Français de l'étranger de 2012 à 2017                        |       | 3e et 10e arrondissements                                                                       | Charlotte Nenner                                                         |
| 6e    | Sophia Chikirou        |       | LFI      | Députée de la circonscription depuis 2022, Conseillère régionale d'Île-de-France depuis 2021     |       | partie est du 11e arrondissement, partie sud-ouest du 20e arrondissement                        | Sophie de La Rochefoucauld                                               |
| 7e    | Emmanuel Grégoire      |       | PS       | Conseiller de Paris depuis 2014, Premier adjoint à la maire de Paris de 2018 à 2024              |       | 4e arrondissement, partie ouest et sud du 11e arrondissement, partie nord du 12e arrondissement | Dorine Bregman                                                           |
| 8e    | Éva Sas                |       | LÉ       | Députée de la circonscription depuis 2022, Députée de l'Essonne de 2012 à 2017                   |       | partie ouest et sud du 12e arrondissement, partie sud du 20e arrondissement                     | Sandrine Charnoz                                                         |
| 9e    | Sandrine Rousseau      |       | LÉ       | Députée de la circonscription depuis 2022                                                        |       | partie est du 13e arrondissement                                                                | Wilfried Bétourné                                                        |
| 10e   | Rodrigo Arenas         |       | LFI      | Député de la circonscription depuis 2022                                                         |       | partie ouest du 13e arrondissement, partie sud du 14e arrondissement                            | Ouns Hamdi                                                               |
| 11e   | Céline Hervieu         |       | PS       | Conseillère de Paris depuis 2020                                                                 |       | partie sud du 6e arrondissement, partie nord et ouest du 14e arrondissement                     | Vincent Verbavatz                                                        |
| 12e   | Olivia Grégoire        |       | Ensemble | Ministre déléguée et Secrétaire d'Etat de 2020 à 2024, Députée de la circonscription depuis 2017 |       | partie sud du 7e arrondissement, partie nord du 15e arrondissement                              | Fanta Berete                                                             |
| 13e   | David Amiel            |       | Ensemble | Député de la circonscription depuis 2022                                                         |       | partie sud du 15e arrondissement                                                                | Catherine Ibled                                                          |
| 14e   | Benjamin Haddad        |       | Ensemble | Député de la circonscription depuis 2022                                                         |       | partie ouest et sud du 16e arrondissement                                                       | Joséphine Missoffe, remplace Benjamin Haddad depuis le 22/10/2024        |
| 15e   | Danielle Simonnet      |       | DVG      | Conseillère de Paris de 2008 à 2022, Conseillère du 20e arrondissement de 2001 à 2022            |       | partie nord et est du 20e arrondissement                                                        | Laurent Sorel                                                            |
| 16e   | Sarah Legrain          |       | LFI      | Députée de la circonscription depuis 2022                                                        |       | partie sud et est du 19e arrondissement                                                         | Roland Timsit                                                            |
| 17e   | Danièle Obono          |       | LFI      | Députée de la circonscription depuis 2017                                                        |       | partie nord et est du 18e arrondissement, partie nord et ouest du 19e arrondissement            | Michel Mongkhoy                                                          |
| 18e   | Aymeric Caron          |       | REV      | Député de la circonscription depuis 2022                                                         |       | partie nord du 9e arrondissement, partie sud du 18e arrondissement                              | Manon Luquet                                                             |

## Seizième législature(de juin 2022 à juin 2024)
Résultats des élections législatives de 2022 à Paris.
| Circ. | Député                 | Parti | Parti | Autre mandat | Photo | Territoire                                                                                      | Suppléant(e)               |
| ----- | ---------------------- | ----- | ----- | --- | ----- | ----------------------------------------------------------------------------------------------- | -------------------------- |
| 1re   | Sylvain Maillard       |       | RE    | Député de la circonscription depuis 2017 |       | 1er, 2e et 8e arrondissements, partie sud du 9e arrondissement                                  | Martine Figuéroa           |
| 2e    | Gilles Le Gendre       |       | RE    | Député de la circonscription depuis 2017 |       | 5e arrondissement, partie nord du 6e arrondissement, partie nord du 7e arrondissement           | Séverine de Compreignac    |
| 3e    | Caroline Yadan         |       | RE    | Suppléante de Stanislas Guérini, nommé Ministre de la Transformation et de la Fonction publiques en 2022.                                      |       | partie est du 17e arrondissement, partie ouest du 18e arrondissement                            |                            |
| 4e    | Astrid Panosyan-Bouvet |       | RE    | |       | partie ouest du 17e arrondissement, partie nord du 16e arrondissement                           | Bertrand Lavaud            |
| 5e    | Julien Bayou           |       | EÉLV  | Conseiller régional d'Île-de-France (2010-) |       | 3e et 10e arrondissements                                                                       | Sylvie Scherer             |
| 6e    | Sophia Chikirou        |       | LFI   | Conseillère régionale d'Île-de-France (2021-)                                                                                                  |       | partie est du 11e arrondissement, partie sud-ouest du 20e arrondissement                        | Sophie de La Rochefoucauld |
| 7e    | Clara Chassaniol       |       | RE    | Suppléante de Clément Beaune, nommé Ministre délégué chargé de l'Europe en 2022 puis Ministre des Transports.                                  |       | 4e arrondissement, partie ouest et sud du 11e arrondissement, partie nord du 12e arrondissement |                            |
| 8e    | Éva Sas                |       | EÉLV  | Députée de l'Essonne (2012-2017), Conseillère municipale de Savigny-sur-Orge (2014-2018)                                                       |       | partie ouest et sud du 12e arrondissement, partie sud du 20e arrondissement                     | Sandrine Charnoz           |
| 9e    | Sandrine Rousseau      |       | EÉLV  | Conseillère régionale du Nord-Pas-de-Calais (2010-2015)                                                                                        |       | partie est du 13e arrondissement                                                                |                            |
| 10e   | Rodrigo Arenas         |       | LFI   | |       | partie ouest du 13e arrondissement, partie sud du 14e arrondissement                            | Ouns Hamdi                 |
| 11e   | Maud Gatel             |       | MoDem | Députée de la circonscription depuis 2021, Conseillère de Paris (2014-)                                                                        |       | partie sud du 6e arrondissement, partie nord et ouest du 14e arrondissement                     | Nicolas Mansier            |
| 12e   | Fanta Berete           |       | RE    | Suppléante d'Olivia Grégoire, nommé Ministre déléguée des Petites et Moyennes Entreprises, du Commerce, de l'Artisanat et du Tourisme en 2022. |       | partie sud du 7e arrondissement, partie nord du 15e arrondissement                              |                            |
| 13e   | David Amiel            |       | RE    | |       | partie sud du 15e arrondissement                                                                | Catherine Ibled            |
| 14e   | Benjamin Haddad        |       | RE    | |       | partie ouest et sud du 16e arrondissement                                                       | Joséphine Missoffe         |
| 15e   | Danielle Simonnet      |       | LFI   | Conseillère de Paris (2008-), Conseillère du 20e arrondissement (2001-)                                                                        |       | partie nord et est du 20e arrondissement                                                        | Alice Garrez               |
| 16e   | Sarah Legrain          |       | LFI   | |       | partie sud et est du 19e arrondissement                                                         | Ramata Aidara              |
| 17e   | Danièle Obono          |       | LFI   | Députée de la circonscription depuis 2017 |       | partie nord et est du 18e arrondissement, partie nord et ouest du 19e arrondissement            | Michel Mongkhoy            |
| 18e   | Aymeric Caron          |       | REV   | |       | partie nord du 9e arrondissement, partie sud du 18e arrondissement                              | Victoire Diethelm          |

## Quinzième législature(de juin 2017 à juin 2022)
Résultats des élections législatives de 2017 à Paris.
| Circ. | Député                   | Parti       | Parti | Territoire                                                                                      | Suppléant(e)         |
| ----- | ------------------------ | ----------- | ----- | ----------------------------------------------------------------------------------------------- | -------------------- |
| 1re   | Sylvain Maillard         |             | LREM  | 1er, 2e et 8e arrondissements, partie sud du 9e arrondissement                                  | Clara Pisani-Ferry   |
| 2e    | Gilles Le Gendre         |             | LREM  | 5e arrondissement, partie nord du 6e arrondissement, partie nord du 7e arrondissement           | Sonia de Maigret     |
| 3e    | Stanislas Guerini        |             | LREM  | partie est du 17e arrondissement, partie ouest du 18e arrondissement                            | Margaux Pech         |
| 4e    | Brigitte Kuster          |             | LR    | partie ouest du 17e arrondissement, partie nord du 16e arrondissement                           | Pierre Gaboriau      |
| 5e    | Benjamin Griveaux        |             | LREM  | 3e et 10e arrondissements                                                                       | Élise Fajgeles       |
| 5e    | Élise Fajgeles (2017)    |             | LREM  | 3e et 10e arrondissements                                                                       |                      |
| 5e    | Benjamin Griveaux (2019) |             | LREM  | 3e et 10e arrondissements                                                                       |                      |
| 5e    | Vacant (2021)            |             | LREM  | 3e et 10e arrondissements                                                                       |                      |
| 6e    | Pierre Person            |             | LREM  | partie est du 11e arrondissement, partie sud-ouest du 20e arrondissement                        | Bouchra Nazzal       |
| 7e    | Pacôme Rupin             |             | LREM  | 4e arrondissement, partie ouest et sud du 11e arrondissement, partie nord du 12e arrondissement | Marianna Mendza      |
| 8e    | Laetitia Avia            |             | LREM  | partie ouest et sud du 12e arrondissement, partie sud du 20e arrondissement                     | Christophe Caporossi |
| 9e    | Buon Tan                 |             | LREM  | partie est du 13e arrondissement                                                                | Alexandra Laffitte   |
| 10e   | Anne-Christine Lang      |             | LREM  | partie ouest du 13e arrondissement, partie sud du 14e arrondissement                            | Fatou Kassé-Sarr     |
| 11e   | Marielle de Sarnez (†)   |             | MoDem | partie sud du 6e arrondissement, partie nord et ouest du 14e arrondissement                     | Maud Gatel           |
| 11e   | Maud Gatel (2021)        |             | MoDem | partie sud du 6e arrondissement, partie nord et ouest du 14e arrondissement                     |                      |
| 12e   | Olivia Grégoire          |             | LREM  | partie sud du 7e arrondissement, partie nord du 15e arrondissement                              | Marie Silin          |
| 12e   | Marie Silin (2020)       |             | LREM  | partie sud du 7e arrondissement, partie nord du 15e arrondissement                              |                      |
| 13e   | Hugues Renson            |             | LREM  | partie sud du 15e arrondissement                                                                | Fanta Berete         |
| 14e   | Claude Goasguen (†)      |             | LR    | partie ouest et sud du 16e arrondissement                                                       | Sandra Boëlle        |
| 14e   | Sandra Boëlle (2020)     |             | LR    | partie ouest et sud du 16e arrondissement                                                       |                      |
| 15e   | George Pau-Langevin      |             | PS    | partie nord et est du 20e arrondissement                                                        | Thomas Chevandier    |
| 15e   | Vacant (2020)            |             | PS    | partie nord et est du 20e arrondissement                                                        |                      |
| 15e   | Lamia El Aaraje (2021)   | Éric Pliez  | PS    | partie nord et est du 20e arrondissement                                                        |                      |
| 15e   | Vacant (2022)            |             | PS    | partie nord et est du 20e arrondissement                                                        |                      |
| 16e   | Mounir Mahjoubi          |             | LREM  | partie sud et est du 19e arrondissement                                                         | Delphine O           |
| 16e   | Delphine O (2017)        |             | LREM  | partie sud et est du 19e arrondissement                                                         |                      |
| 16e   | Mounir Mahjoubi (2019)   |             | LREM  | partie sud et est du 19e arrondissement                                                         |                      |
| 17e   | Danièle Obono            |             | FI-E! | partie nord et est du 18e arrondissement, partie nord et ouest du 19e arrondissement            | Michel Mongkhoy      |
| 18e   | Pierre-Yves Bournazel    |             | LR    | partie nord du 9e arrondissement, partie sud du 18e arrondissement                              | Sophie Penanguer     |
| 18e   | Pierre-Yves Bournazel    | Agir (2017) |       | partie nord du 9e arrondissement, partie sud du 18e arrondissement                              |                      |

## Quatorzième législature(de juin 2012 à juin 2017)

Résultats des élections législatives de 2012 à Paris.

| Circ. | Député                                             | Parti | Parti              | Suppléant(e)                |
| ----- | -------------------------------------------------- | ----- | ------------------ | --------------------------- |
| 1re   | Pierre Lellouche                                   |       | UMP puis LR        | Jean-François Legaret       |
| 2e    | François Fillon                                    |       | UMP puis LR        | Dominique Stoppa-Lyonnet    |
| 3e    | Annick Lepetit                                     |       | PS                 | Gauthier Vantieghem         |
| 4e    | Bernard Debré                                      |       | UMP puis LR        | Fabienne Gasnier            |
| 5e    | Seybah Dagoma                                      |       | PS                 | Pierre Aidenbaum            |
| 6e    | Cécile Duflot Danièle Hoffman-Rispal Cécile Duflot |       | EELV PS EELV       |                             |
| 6e    | Cécile Duflot Danièle Hoffman-Rispal Cécile Duflot |       | EELV PS EELV       |                             |
| 6e    | Cécile Duflot Danièle Hoffman-Rispal Cécile Duflot |       | EELV PS EELV       |                             |
| 7e    | Patrick Bloche                                     |       | PS                 | Michèle Blumenthal          |
| 8e    | Sandrine Mazetier                                  |       | PS                 | Catherine Baratti-Elbaz     |
| 9e    | Jean-Marie Le Guen                                 |       | PS                 | Anne-Christine Lang         |
| 9e    | Anne-Christine Lang                                |       | PS, Sans étiquette |                             |
| 9e    | Anne-Christine Lang                                |       | PS, Sans étiquette |                             |
| 10e   | Denis Baupin                                       |       | EELV               | Jérôme Coumet               |
| 11e   | Pascal Cherki                                      |       | PS                 | Élisabeth Guy-Dubois        |
| 12e   | Philippe Goujon                                    |       | UMP puis LR        | Claire de Clermont-Tonnerre |
| 13e   | Jean-François Lamour                               |       | UMP puis LR        | Sylvie Ceyrac               |
| 14e   | Claude Goasguen                                    |       | UMP puis LR        | Danièle Giazzi              |
| 15e   | George Pau-Langevin Fanélie Carrey-Conte           |       | PS                 | Fanélie Carrey-Conte        |
| 16e   | Jean-Christophe Cambadélis                         |       | PS                 | François Dagnaud            |
| 17e   | Daniel Vaillant                                    |       | PS                 | Colombe Brossel             |
| 18e   | Christophe Caresche                                |       | PS                 | Myriam El Khomri            |

1. ↑  à compter du 22 juillet 2012, à la suite de la nomination au gouvernement de Cécile Duflot (suppléante).
2. ↑  à compter du 3 mai 2014, reprise de l'exercice du mandat d'un ancien membre du gouvernement.
3. ↑  à compter du 22 juillet 2012, à la suite de la nomination au gouvernement de George Pau-Langevin (suppléante).

## Histoire

### Députés de 1791 à 1958
Entre 1791 et 1967, la ville de Paris appartenait au département de la Seine, dénommé département de Paris jusqu'en 1795. Par la loi du 28 pluviôse an VIII (17 février 1800), les arrondissements sont créés, en remplacement des districts créés lors de la départementalisation du territoire et supprimés par la Constitution du 5 fructidor an III (22 août 1795). Par loi du 30 novembre 1875, le scrutin d'arrondissement (uninominal majoritaire à deux tours) est établi au sein de la IIIe République. La ville de Paris fait exception à la règle, contrairement au reste du département (arrondissements de Sceaux et Saint-Denis). Les députés sont élus à partir des arrondissements municipaux de la ville, divisée en 12 arrondissements initialement, et portés à 20 lors de l'extension de la commune en 1860.

### Députés de 1958 à 1986
Lors des deux premières législatures de la Cinquième République française, le département dans son ensemble élisait 51 députés, dont 31 pour la seule ville de Paris, découpée en autant de circonscriptions. La suppression du département de la Seine en 1964 a maintenu le nombre de députés à 31 pour Paris.
Lors des élections législatives de 1986 a été introduit le principe de scrutin de liste à la représentation proportionnelle à la plus forte moyenne dans le cadre du département. Le nombre de députés a été ramené à 21, sur l'ensemble du département de Paris. Avec le retour au découpage par circonscription lors des élections législatives de 1988, le nombre de 21 députés a été maintenu et Paris a été découpé en autant de circonscriptions.

### Députés de 1986 à 2012
En 2010, les circonscriptions législatives ont fait l'objet d'un nouveau découpage qui entre en vigueur lors des élections de 2012. Le nombre de députés pour Paris est ramené de 21 à 18.